# Vicente Amigó
Ne pas confondre avec le guitariste Vicente Amigo.
Pour les articles homonymes, voir Amigo.
Vicente Amigó, né le 1er octobre 1954 à Silla (province de Valence, Espagne), est un footballeur espagnol qui jouait au poste de gardien de but.

## Carrière
Vicente Amigó est recruté en 1979 par le FC Barcelone pour la somme de 12 millions de pesetas. Il débute en championnat le 9 septembre 1979 face au Real Saragosse. Il joue cinq matchs avec Barcelone où il ne reste qu'une saison.
En 1980, il rejoint l'Hércules d'Alicante avec qui il joue 20 matchs.
En 1987, il est recruté par l'UE Lleida. Il met un terme à sa carrière en 1988.